# Fremdenführer

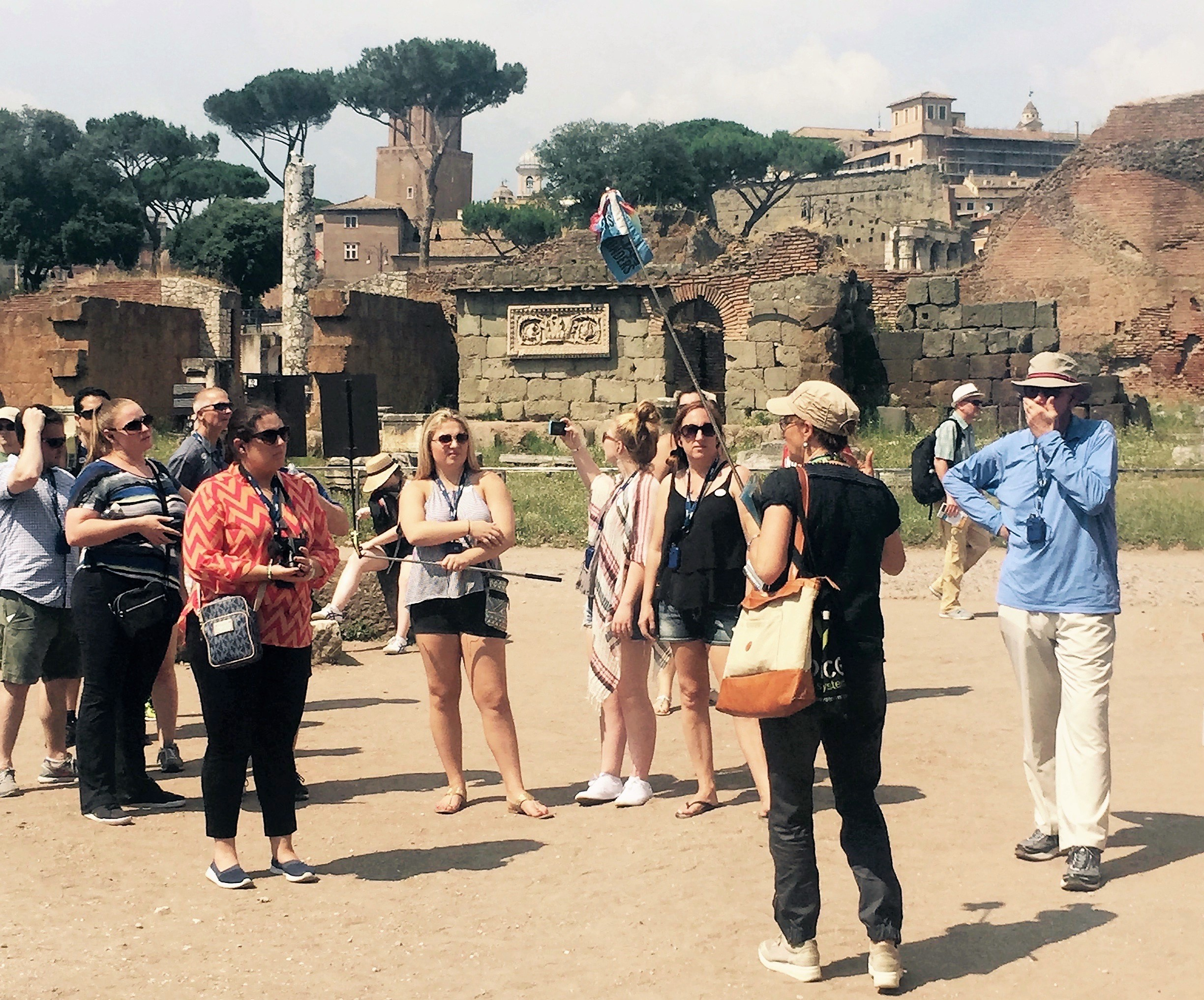
Eine Fremdenführerin mit einer Gruppe Touristen an einer archäologischen Stätte in Rom (2015)

Fremdenführer (auch Gästeführer, Stadtführer oder Touristenführer bzw. der Anglizismus Guide; in Teilen Deutschlands auch Stadtbilderklärer) sind orts- und sachkundige Personen, die In- und Ausländer empfangen, betreuen und begleiten. Sie vermitteln dabei –  in einheimischer Sprache oder auch in der benötigten Fremdsprache – fundiertes Wissen über Geografie, Geschichte, Kunstgeschichte sowie kulturelle, wirtschaftliche, gesellschaftliche Fakten und Zusammenhänge.
Vom Fremdenführer ist der Reiseleiter zu unterscheiden, der mit der Gruppe anreist und sie während der gesamten Reise betreut.

## Geschichte und Aufgaben
Der Beruf des Fremdenführers entstand mit dem Aufkommen des Tourismus. Schon im 17. Jahrhundert gab es die Berufsbezeichnung im Vatikanischen Staat. Der Begriff des Cicerone (vermutlich von der Redegewandtheit eines Cicero für einen Führer durch die historischen Stätten des Mittelmeerraums abgeleitet) verbreitete sich bis nach Westeuropa.
Heute besteht die Aufgabe von Gästeführern in der Begleitung von kommentierten Stadtführungen, Stadtrundfahrten, Stadtwanderungen, Museums- und Schlossführungen, Ausflügen, Studienreisen und dergleichen mehr. Begleitet und geführt werden meist Personengruppen aus dem Kreis von Touristen, Städtereisenden, Ausflüglern, Urlaubern, Museums- und Ausstellungsbesuchern etc., teils aber auch von Tagungsteilnehmern oder sonst Interessierten sowie insbesondere bei speziellen Führungen oft von Einheimischen und Menschen aus der näheren oder weiteren Region.
In vielen der EU-Länder werden die Gäste von einem staatlich geprüften Fremdenführer begleitet, der in Museen, Galerien sowie archäologischen Grabungsstätten etc. nicht nur Kunst, Geschichte, Monumente, Landschaft und Natur präsentiert, sondern zudem die Gäste in landesübliche Gebräuche und kulinarische Gewohnheiten einführt und das Land repräsentiert.

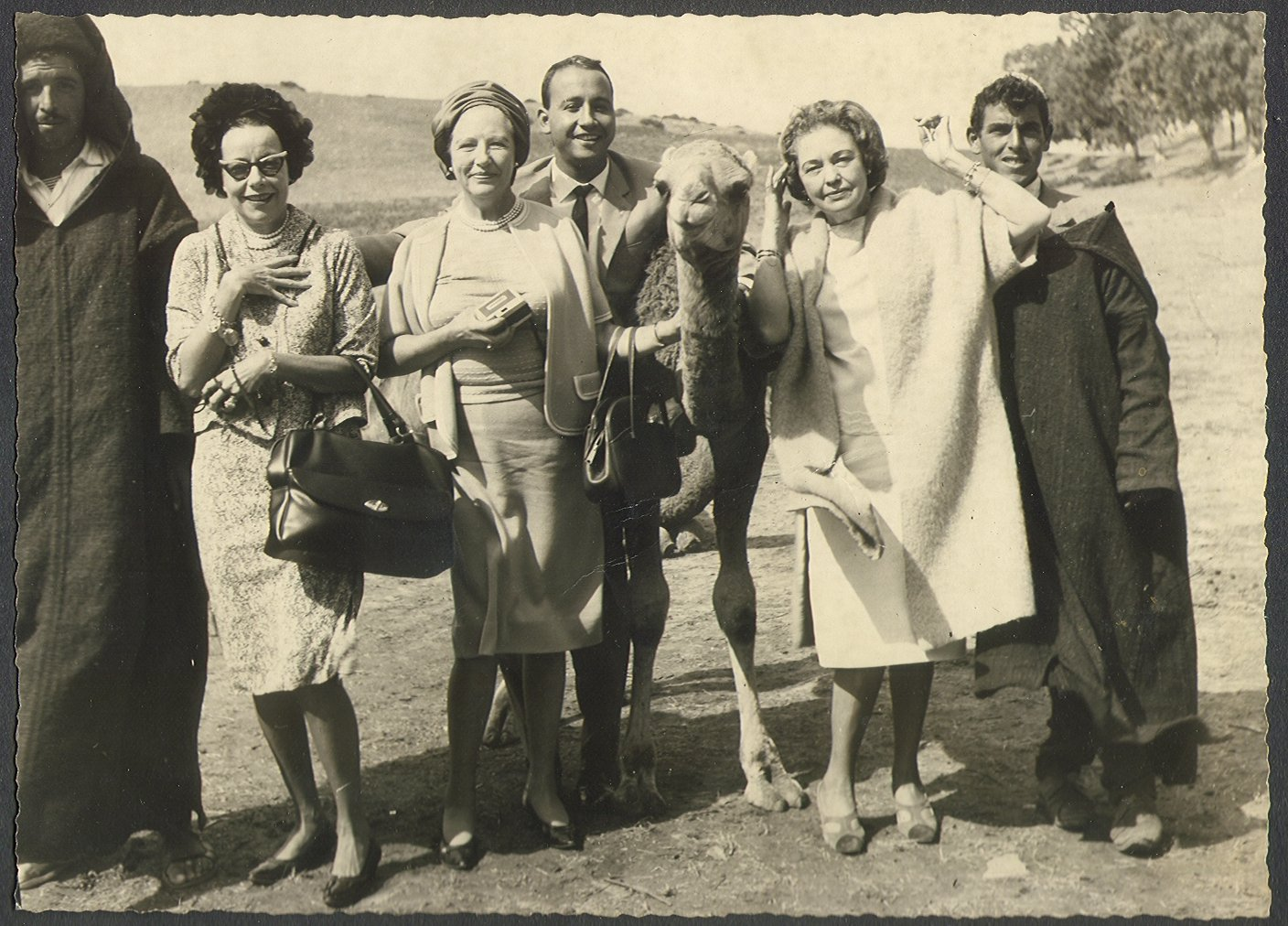
US-amerikanische Touristinnen mit Fremdenführer in Marokko (1965)
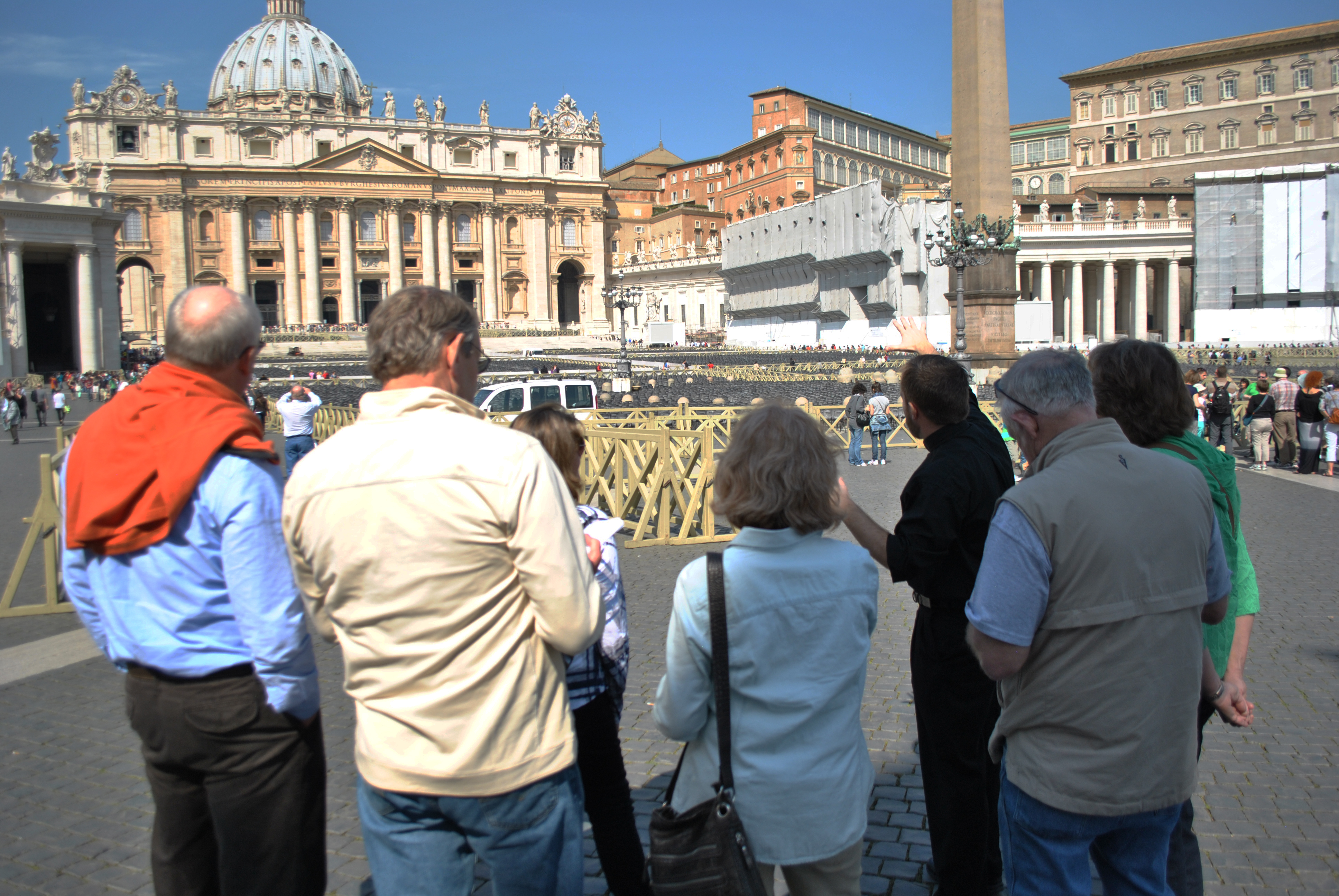
Geführte Touristen auf dem Petersplatz in Rom (2013)
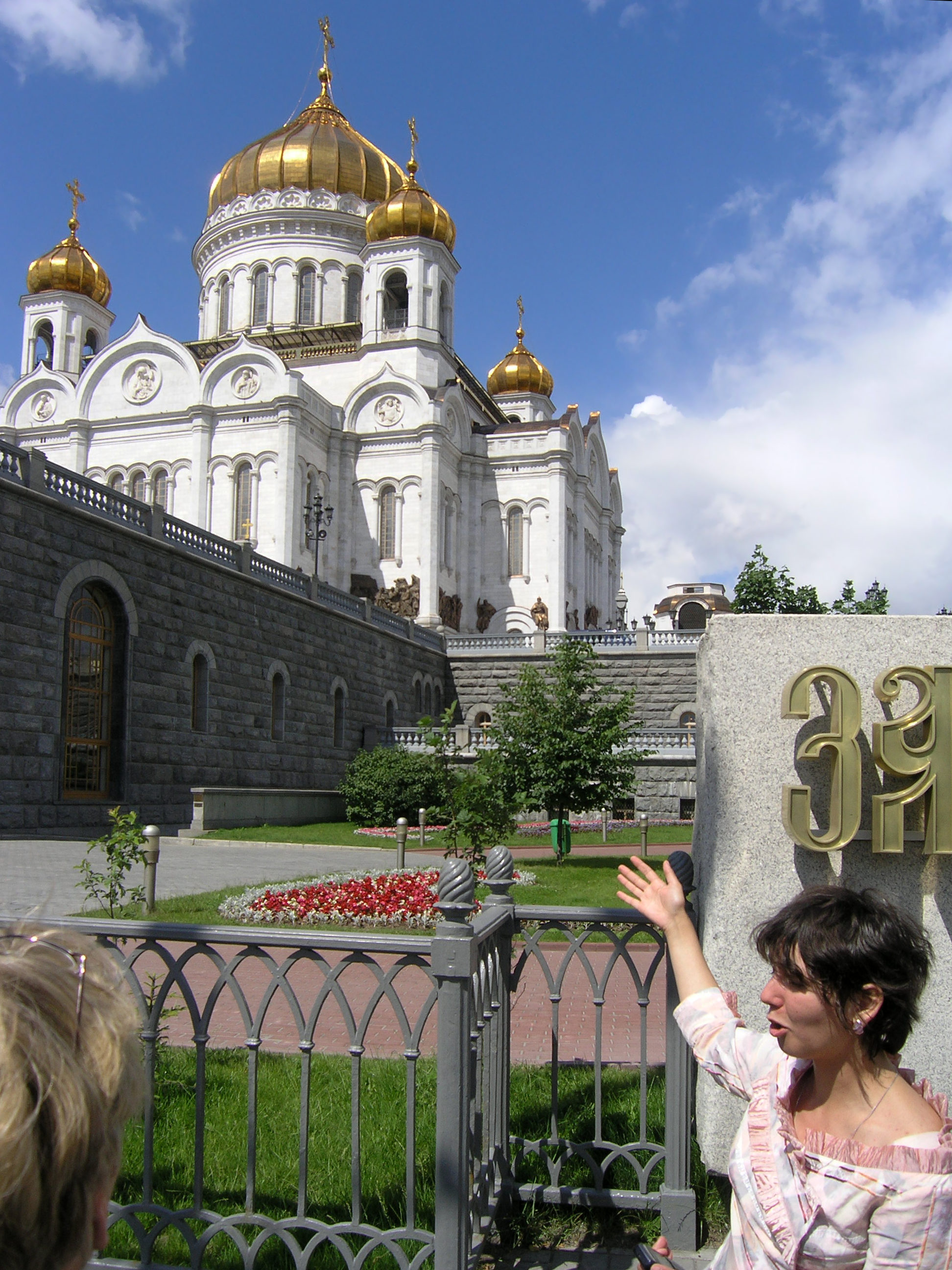
Stadtführung in Moskau (2008)
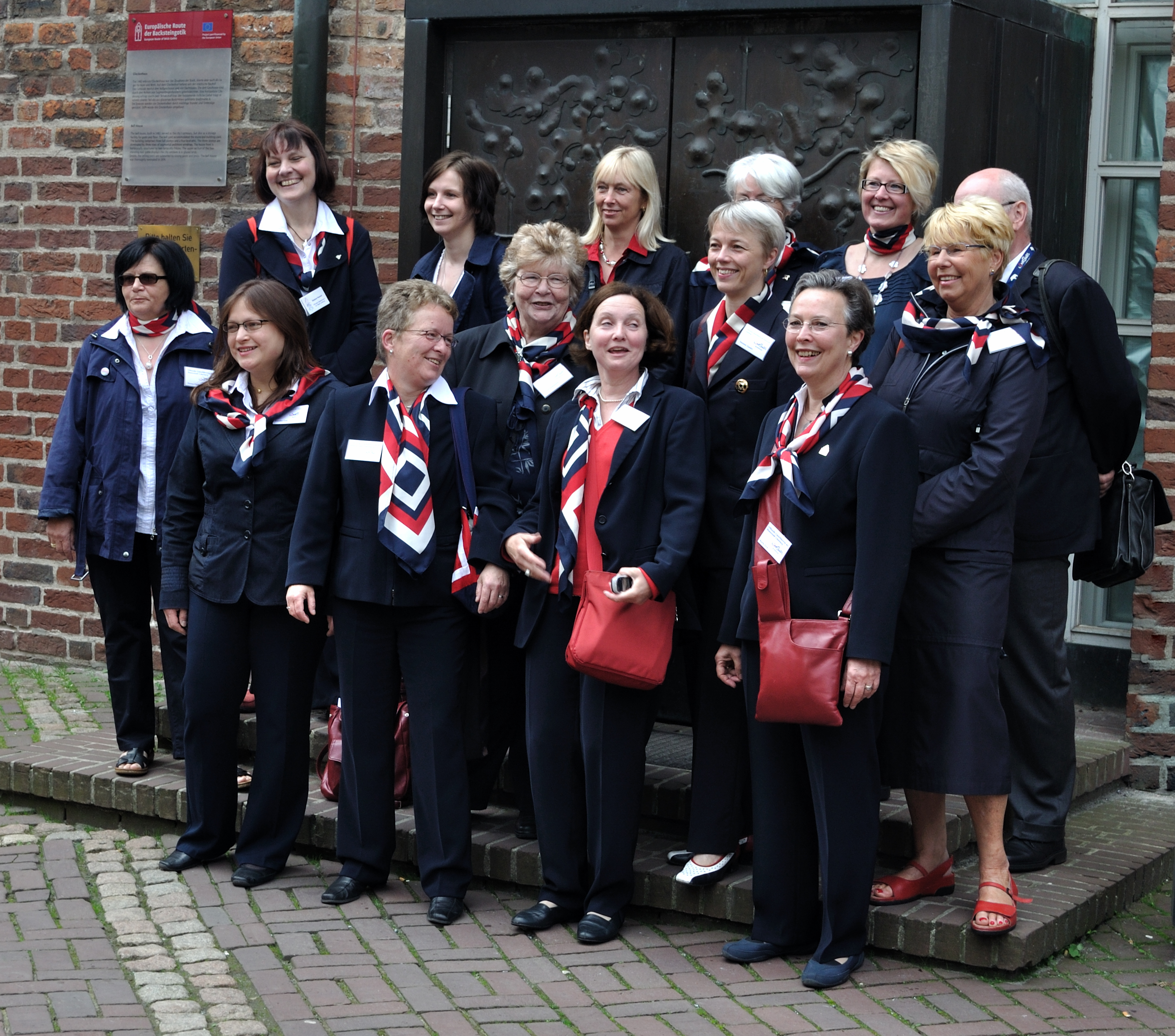
Stadtführerinnen in Lüneburg (2010)
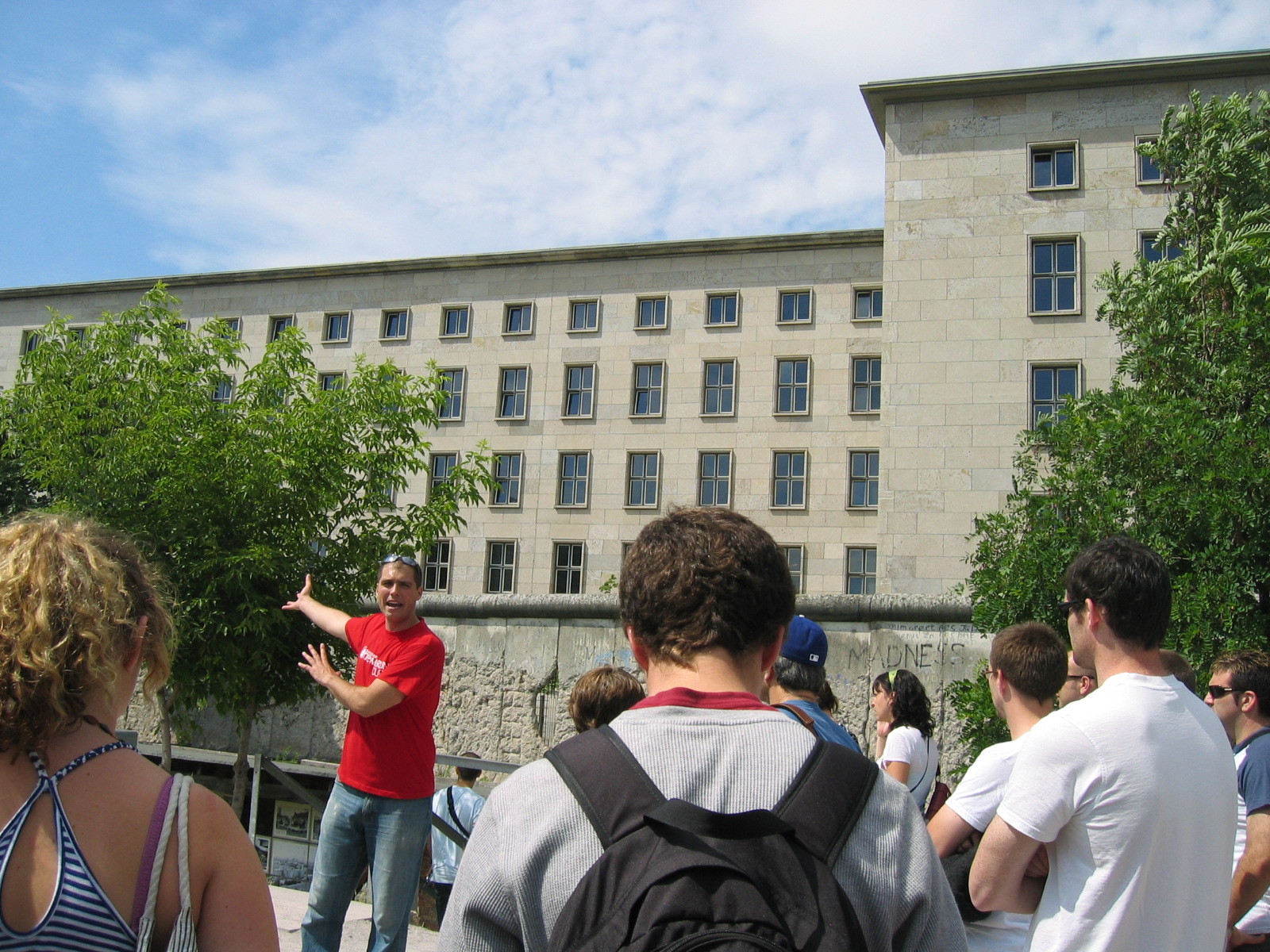
Stadtführung in Berlin (Topographie des Terrors, Berliner Mauer) (2007)

## Rechtsgrundlagen

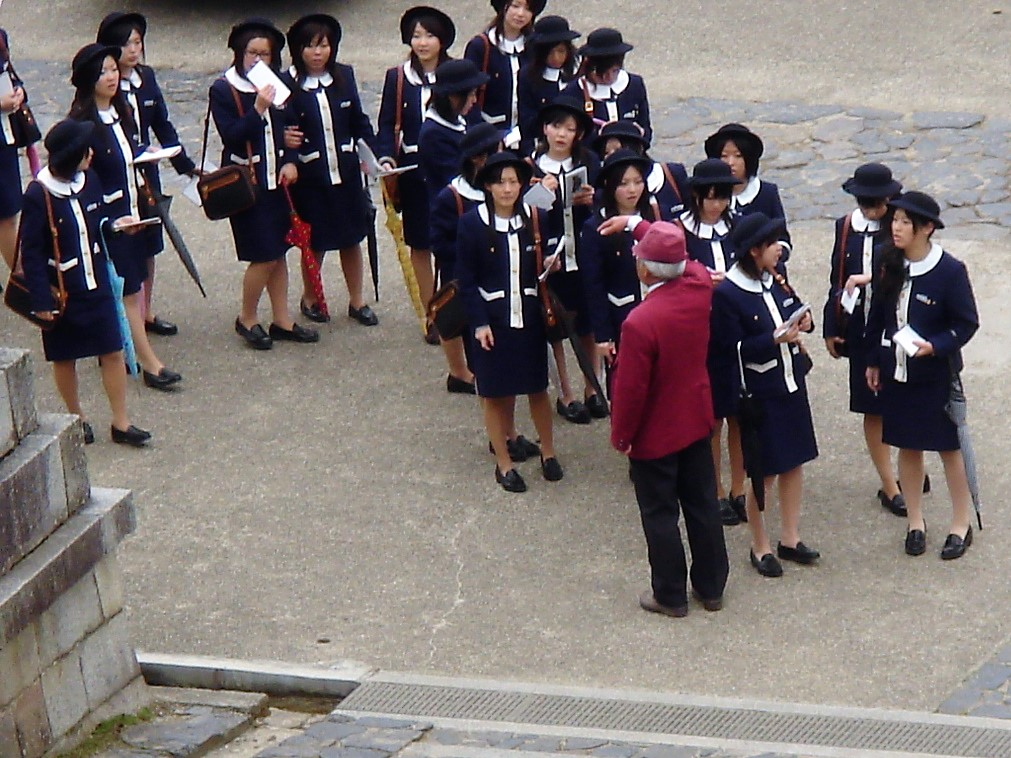
Schulung einer größeren Gruppe von Gästeführerinnen (in obligatorischen „Uniformen“) in Nara in Japan (2007)

In Deutschland ist der Beruf des Fremdenführers weder gesetzlich geregelt, noch verfügt er über ein einheitliches und präzises Berufsbild und wird daher oft mit dem Beruf des Reiseleiters verwechselt. Jeder kann diese Tätigkeit ausüben, bei Personen, die (einen Teil) ihres Lebensunterhalts mit dieser Tätigkeit verdienen, ist eine Gewerbeanmeldung erforderlich. Deutsche Fremdenverkehrsämter, die Fremdenführer einsetzen, führen üblicherweise Schulungen für die Tätigkeit als Führer in touristisch erschlossenen Gebieten oder Orten durch. Um einen einheitlichen, europäischen Standard für die Ausbildung von Gäste- beziehungsweise Fremdenführern zu schaffen, gibt es seit 2008 ein Ausbildungssystem für Gäste-/Fremdenführer nach DIN EN 15565 des Europäischen Komitees für Normung CEN, das eine qualitativ hochwertige Grundlage der Lehrpläne von Ausbildungsträgern in diesem Bereich darstellen soll. Dieser Standard für die Ausbildung besagt jedoch nichts darüber, ob eine Anerkennung durch Städte, Regionen oder den Staat als Ganzes für die Ausübung des Berufes erforderlich ist.
In Albanien, Österreich, Frankreich, Griechenland, Italien, Portugal, England und Spanien, in der Türkei und in der Republik Zypern ist der Beruf des Fremdenführers gesetzlich reglementiert. Er darf erst nach einer qualifizierten Ausbildung und erfolgreich abgelegten staatlichen Prüfungen ausgeübt werden.
Diese Befähigungsprüfungen werden in Österreich vor einer Kommission in der Wirtschaftskammer abgelegt. Voraussetzung dazu ist die Absolvierung eines Lehrganges z. B. beim BFI oder beim WIFI (Dauer zwischen drei und vier Semester). Beim Bestehen der Prüfung wird der Titel „Staatlich geprüfter Fremdenführer“ vergeben.
In Frankreich kann die staatliche Prüfung nach zweijähriger Fachhochschulausbildung an der Préfecture de l'Île-de-France (für regional tätige mindestens zweisprachige Fremdenführer), oder nach zwei zusätzlichen Hochschulsemestern an einer Universität (für national tätige mindestens dreisprachige Fremdenführer) abgelegt werden. Ausländische Kandidaten mit entsprechender Äquivalenz werden als freie Kandidaten zu den mindestens in allen europäischen, und in vielen anderen Sprachen abgehaltenen Prüfungen zugelassen. Das Diplom gestattet die Tätigkeit als selbständiger oder angestellter „Staatlich geprüfter Fremdenführer“.
Die Zulassungsvorschriften für Fremdenführer betrifft die Dienstleistungsfreiheit, die im EG-Vertrag verankert ist. In mehreren höchstgerichtlichen Entscheidungen verschiedener Mitgliedsstaaten und des Europäischen Gerichtshofs wurde entschieden, dass eine Einschränkung nur insoweit rechtmäßig sei, als durch die Zulassungsvorschrift keine Benachteiligung von EU-Bürgern vorliege. Problematisch sind nach Auffassung des Europäischen Gerichtshofs Befähigungsnachweisanforderungen, die nicht durch jeden Fremdenführer im EU-Bereich benachteiligungsfrei beantragt werden können. Manche Länder verlangen eine behördliche Bestätigung der Tätigkeit, so zum Beispiel Italien; indes hat der Oberste Gerichtshof Italiens mit einem Grundsatzurteil vom 18. Mai 2006 (Nr. 1175/06) entschieden, dass Reiseleiter, die EU-Bürger sind und aus anderen EU-Ländern gemeinsam mit ihrer Gruppe einreisen und wieder ausreisen, im öffentlich zugänglichen Raum Führungen, die zum Programm gehören, durchführen dürfen. Auch in Österreich muss diese Tätigkeit schriftlich angezeigt werden, darf nur fallweise und vorübergehend ausgeübt werden, und ist an einen Befähigungsnachweis im Heimatland gebunden.

## Leistungen
Aufgrund geänderter Anforderungen von Reisenden an den Erlebnischarakter einer Reise haben sich verschiedene spezielle Führungen entwickelt.

### Alternativbewegung Führungen
An vielen Orten werden alternative Führungen angeboten, bei denen nicht nur klassische Sehenswürdigkeiten gezeigt, sondern Orte des alltäglichen Lebens und der Arbeitswelt sowie brisante oder problematische Themen berücksichtigt werden.
Diese Führungen können zudem Gedanken des sanften Tourismus berücksichtigen.

### Szenische Spaziergänge
Eine andere Art von Führungen sind sogenannte „Theaterspaziergänge“ oder „szenische“, das heißt mit Schauspiel kombinierte Führungen, bei denen der Führer in eine Rolle schlüpft und die Gäste etwa zu bestimmten Stellen führt, an denen eventuell weitere Schauspieler das Geschehen früherer Zeiten lebendig werden lassen.
Dieser Art sehr ähnlich sind sogenannte „Ghost-Walks“, bei denen Spukgeschichten, Sagen und Legenden im Vordergrund stehen. Ursprünglich eher im angelsächsischen Bereich beheimatet, gibt es derartige Stadtführungen seit den 1990er Jahren unter anderem auch in Köln, Freiburg, Regensburg oder Stuttgart und Esslingen. Mittlerweile werden „Ghost-Walks“ in vielen deutschen Städten durchgeführt.

### Themenführungen
Der geführte Rundgang steht unter den Gesichtspunkten eines gewissen Themas, zum Beispiel „Die Stadt im Mittelalter“ oder „Die Stadt und sein berühmter Bürger XY“ oder „Unterirdische Gänge und Räume“ usw.

### Geocaching – GPS-Schnitzeljagd
Geocaching ist ein im Jahr 2000 erfundenes Freizeitvergnügen. Einige Städte bieten Touristen Geocaching-Touren an. Die Touristen erhalten ein GPS-Gerät und bewegen sich zu Fuß oder mit Verkehrsmitteln von Station zu Station.

### Grenzüberschreitendes Naturführer-Projekt Danube Guides
Im Rahmen des EU-Projekts LENA („Local Economy and Nature Conservation in the Danube Region“) werden in Deutschland, Bulgarien, Rumänien, Slowenien, Serbien und Kroatien Naturführer („Danube Guides“) geschult, fortlaufend weitergebildet und zertifiziert. Es soll auf diese Weise ein internationales Netzwerk zur Naturvermittlung aufgebaut werden. Nachfrage besteht im Naturpark Obere Donau.

### Weitere Führungen

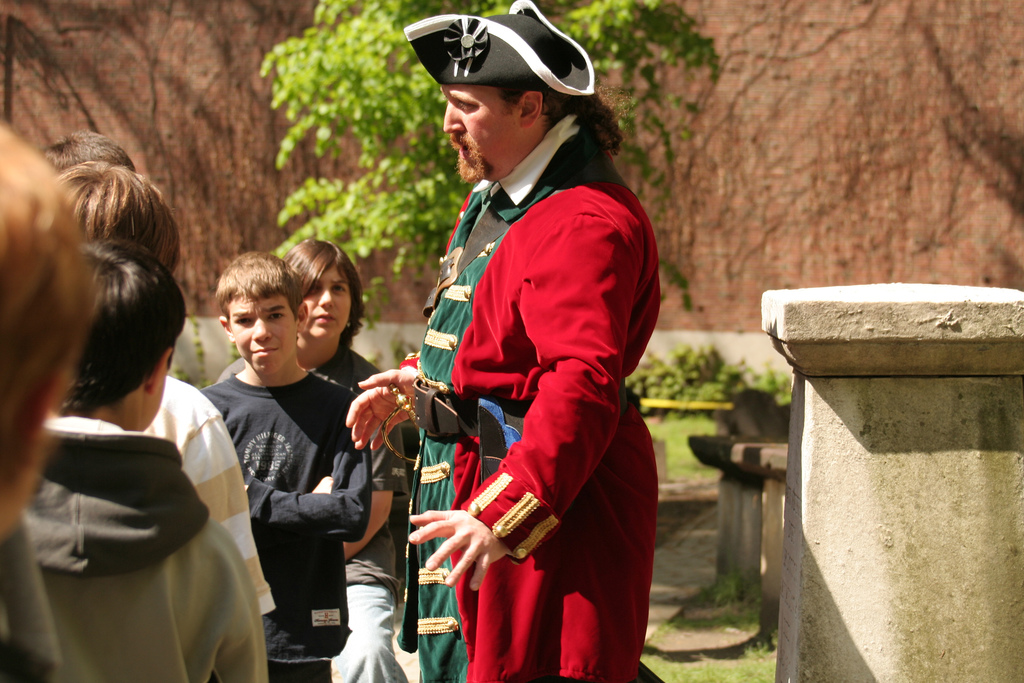
Kostümführung am Grabmal des Freiheitskämpfers Paul Revere in Boston (2006)

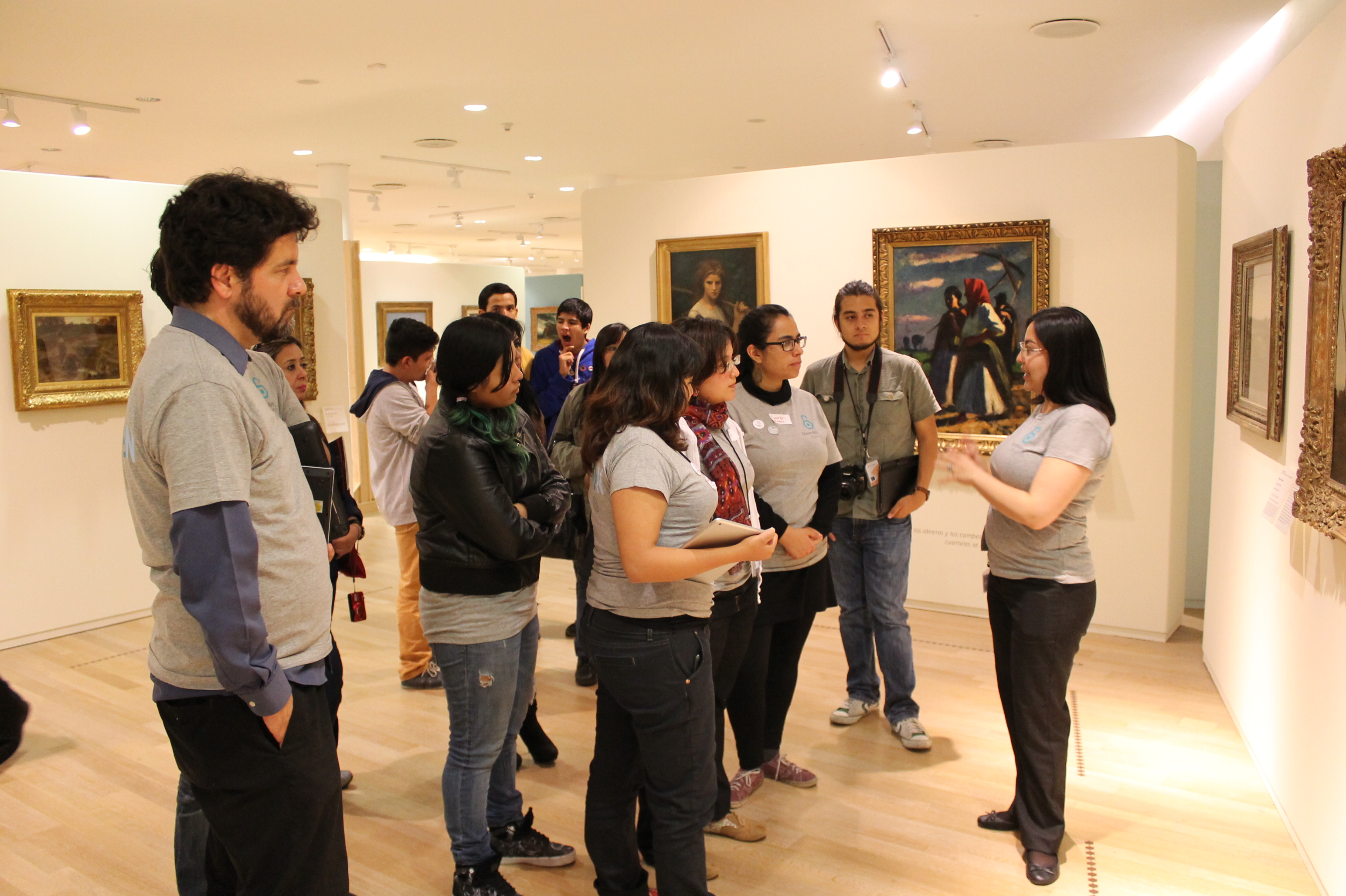
Museumsführung im Museo Soumaya in Mexiko-Stadt (2014)

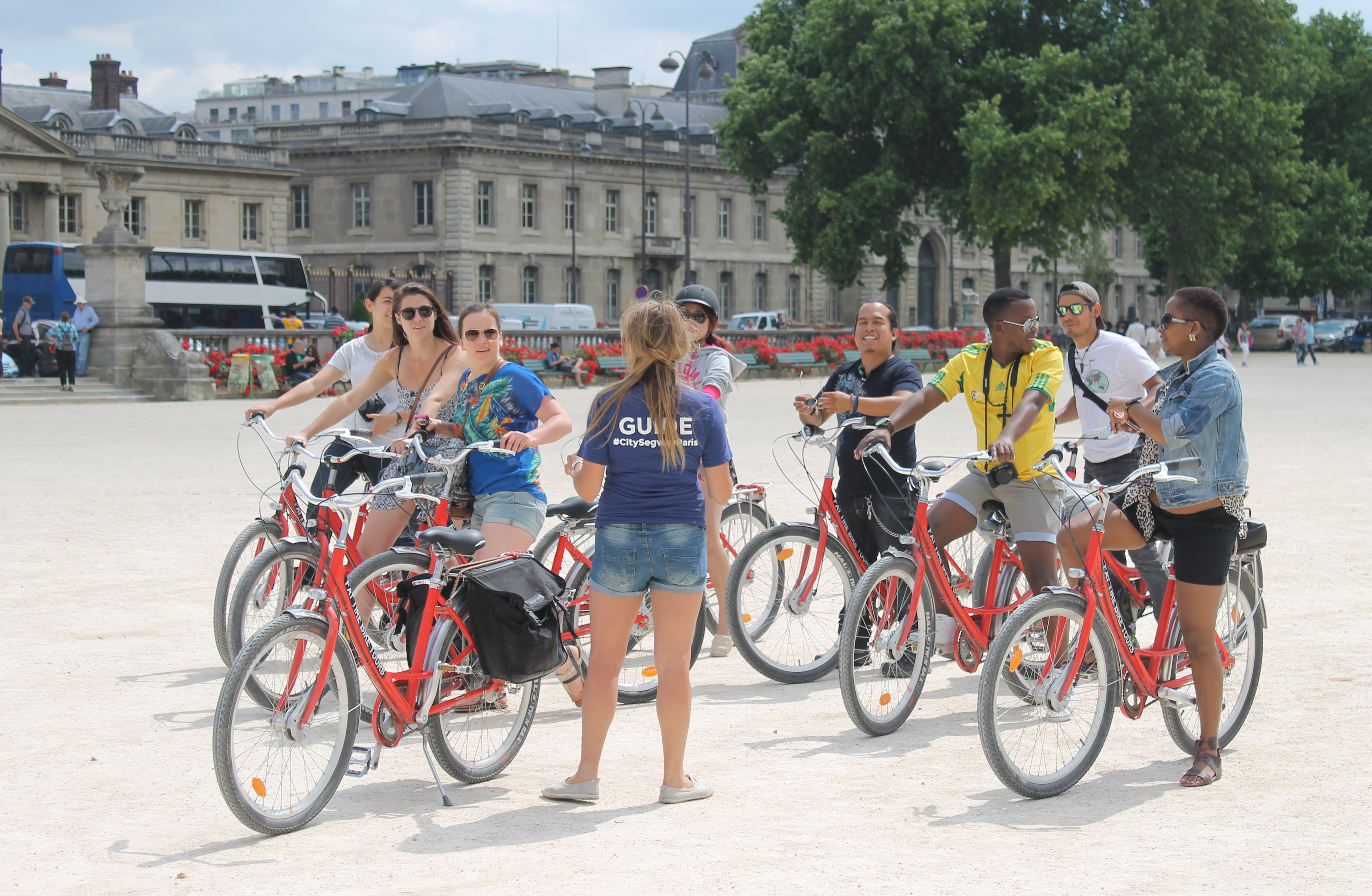
Geführte Radtour mit Guide in Paris (2014)

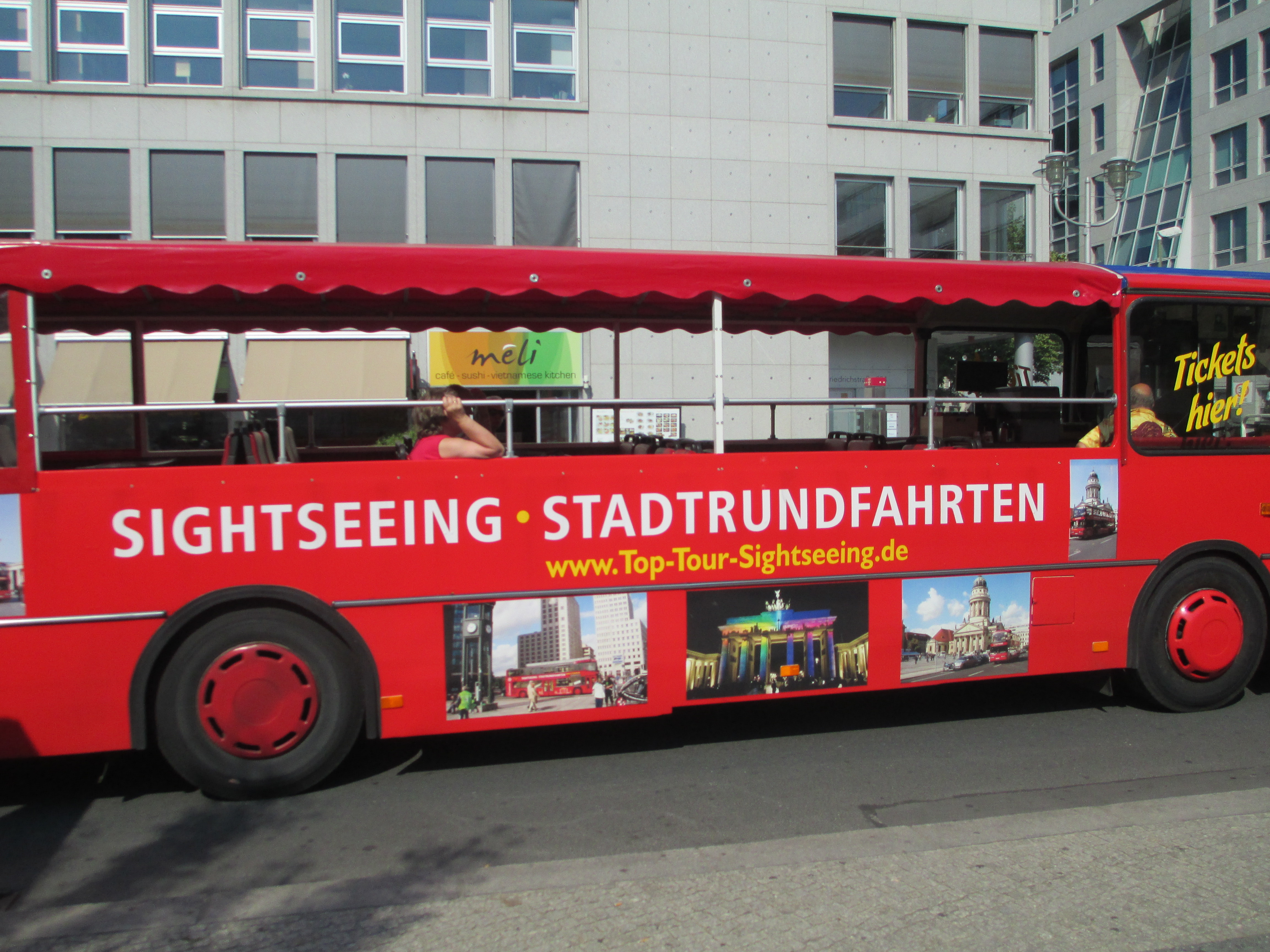
Stadtrundfahrt in Berlin mit einem seitlich offenen Sightseeing-Bus (2016)

- Architekturführungen
- Ausflüge
- Ausstellungsführungen
- Burgführungen
- Busrundfahrten
- Denkmalführungen
- Erlebnisführungen
- Eventführungen
- Felsenführungen
- Führungen durch Ausgrabungen
- Gebirgswanderungen
- Gruselführung
- Historische Führungen
- Kathedralen-Führungen
- Klosterführung
- Kieztouren
- Kostümführungen
- Kulinarische Führung
- Kulturführungen
- Kunstführungen
- Landausflüge, Exkursionen
- Museumsführungen

- Radtouren
- Schauspielführungen
- Schlossführungen
- Segwaytouren
- Spaziergänge
- Stadtrundfahrten

- Stadtrundgänge
- Tagesausflüge
- Themenführungen
- Weinführungen

## Führungen für behinderte Menschen

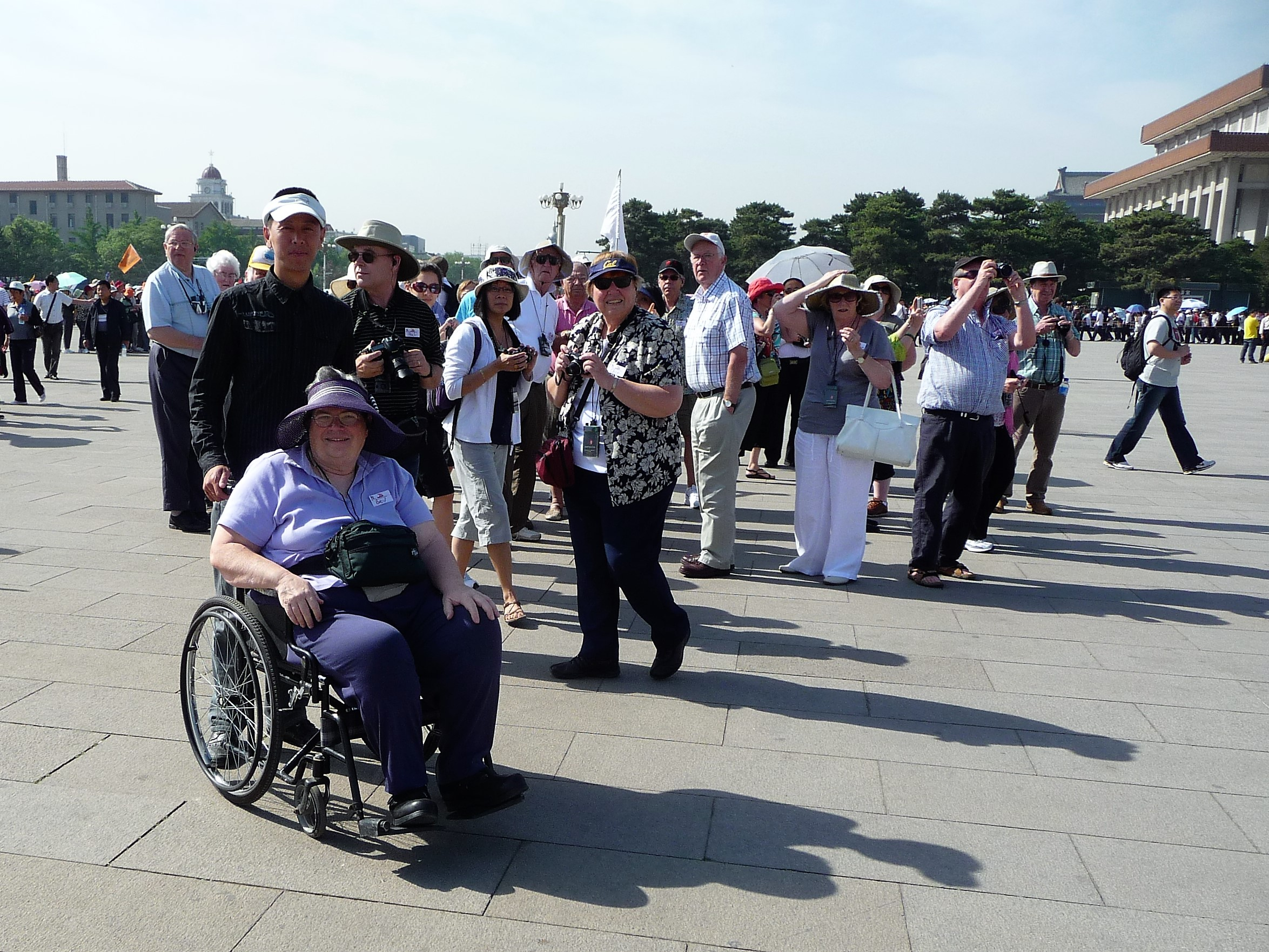
Mobilitätseingeschränkte Touristin im Leih-Rollstuhl bei einer Führung in Peking (2011)

Im Zuge allgemeiner gesellschaftlicher Bestrebungen und Entwicklungen zur verbesserten Integration von behinderten Menschen bis hin zur Inklusion werden heute in vielen Ländern spezielle Führungen für die betroffenen Personenkreise im Sinne von Teilhabe angeboten. Eigene Emanzipationsbestrebungen und das wachsende Selbstbewusstsein von Menschen mit „Handicap“ – mit sozialen und/oder körperlichen Benachteiligungen aufgrund von Behinderungen – spielen hierbei ebenfalls eine Rolle.
Zu den sogenannten barrierefreien Gruppenführungen gehören unter anderem Führungen in leichter Sprache und in Gebärdensprache, sowie Führungen für Rollstuhlfahrer, Gehörlose, Blinde und Sehbehinderte. Solche barrierefreien Stadtrundgänge oder -fahrten etc. sind inzwischen in manchen EU-Ländern anzutreffen – insbesondere in Hauptstädten und größeren Städten, teils aber auch in kleineren Tourismusorten sowie in Freizeitgebieten und Freizeitparks. Für entsprechende Gruppen werden oft spezielle Führungsprogramme nach individuellen Wünschen gestaltet. Generell sind meist Voranmeldungen erforderlich.

### Führungen für Mobilitätseingeschränkte, Gehbehinderte und Rollstuhlfahrer
Stadtführungen etc. für mobilitätseingeschränkte Gäste, Gehbehinderte und Rollstuhlfahrer gehören heute oft zum Standard von Tourismusangeboten, wie zum Beispiel in Deutschland in Bremen, Köln oder Weimar. Voraussetzungen dafür sind stufenlose Routen beziehungsweise barrierefreie Rundgangsmöglichkeiten und es werden dabei meist speziell geschulte Gästeführer eingesetzt. Außer besonderen Führungen, wie zum Beispiel Radtouren oder etwaige Straßenbahnführungen etc., sind prinzipiell viele „normale“ Führungsangebote für Mobilitätseingeschränkte, Gehbehinderte und Rollstuhlfahrer geeignet, erfordern jedoch ausgesuchte Wegeführungen und sind zeitintensiver.
Um Personen mit Mobilitätseinschränkungen die Teilnahme an oftmals längeren Stadtrundgängen zu ermöglichen, können in ausgeprägten Tourismusorten und bei den Tourist-Informationen von größeren Städten oft einzelne Rollstühle ausgeliehen werden – meist kostengünstig oder kostenlos sowie zumeist gegen Pfand.

### Führungen für Gehörlose und Hörgeschädigte
Stadtführungen sowie Museums- und Ausstellungsführungen etc. in Gebärdensprache richten sich speziell an Gehörlose und diejenigen hochgradig Schwerhörigen, die in Gebärdensprache beziehungsweise in der angebotenen, meist im jeweiligen Land dominierenden Gebärdensprache kommunizieren. Lautsprachlich kommunizierende Hörgeschädigte können diese Angebote meist mangels Gebärdensprachkenntnissen nicht wahrnehmen. Gebärdensprachliche Führungen finden sich in verschiedenen Ländern meist nur in einigen wenigen Städten, da sie den Einsatz von Gästeführern mit Gebärdensprachkenntnissen erfordern. Begleitende Übersetzungen von „normalen“ lautsprachlichen Führungen in Gebärdensprache durch Gebärdensprachdolmetscher sind eher selten anzutreffen.
Gleichwohl werden Führungen in Gebärdensprache heute zunehmend angeboten und nachgefragt, was einerseits auf die stärkere Förderung von Gebärdensprache und deren Anerkennung als vollwertige, eigenständige Sprache zurückgeführt und andererseits in Verbindung mit der verstärkten Wahrnehmung der Gehörlosenkultur gesehen werden kann. In diesem Zusammenhang werden Führungen in Gebärdensprache zudem oft von Personen durchgeführt, die selbst gehörlos oder hörgeschädigt sind und meist offiziell als (gebärdensprachliche) Gästeführer geschult wurden. In Deutschland gibt es solche speziellen Führungsangebote zum Beispiel in Augsburg, Berlin oder Trier. Die Führungen erfolgen meist in Deutscher Gebärdensprache (DGS) sowie teils in Internationaler Gebärdensprache (International Sign, IS) oder mit Lautsprachbegleitenden Gebärden (LBG). Zudem werden teilweise Führungen in Gebärdensprache mit lautsprachlicher Begleitung angeboten, die für gemeinsame Gruppen von Gehörlosen beziehungsweise Hörgeschädigten und Hörenden geeignet sind.
Eine einheitliche Bezeichnung für gebärdensprachliche Gästeführer bzw. Stadtführer gibt es nicht; die Palette reicht von Gebärdensprachlicher Gästeführer (bzw. Gebärdensprachlicher Stadtführer) über gehörloser Stadtführer oder auch Gehörlosen-Stadtführer bis hin zu Gebärdensprache-Guide, Gehörlosen-Guide oder Deaf Guide.

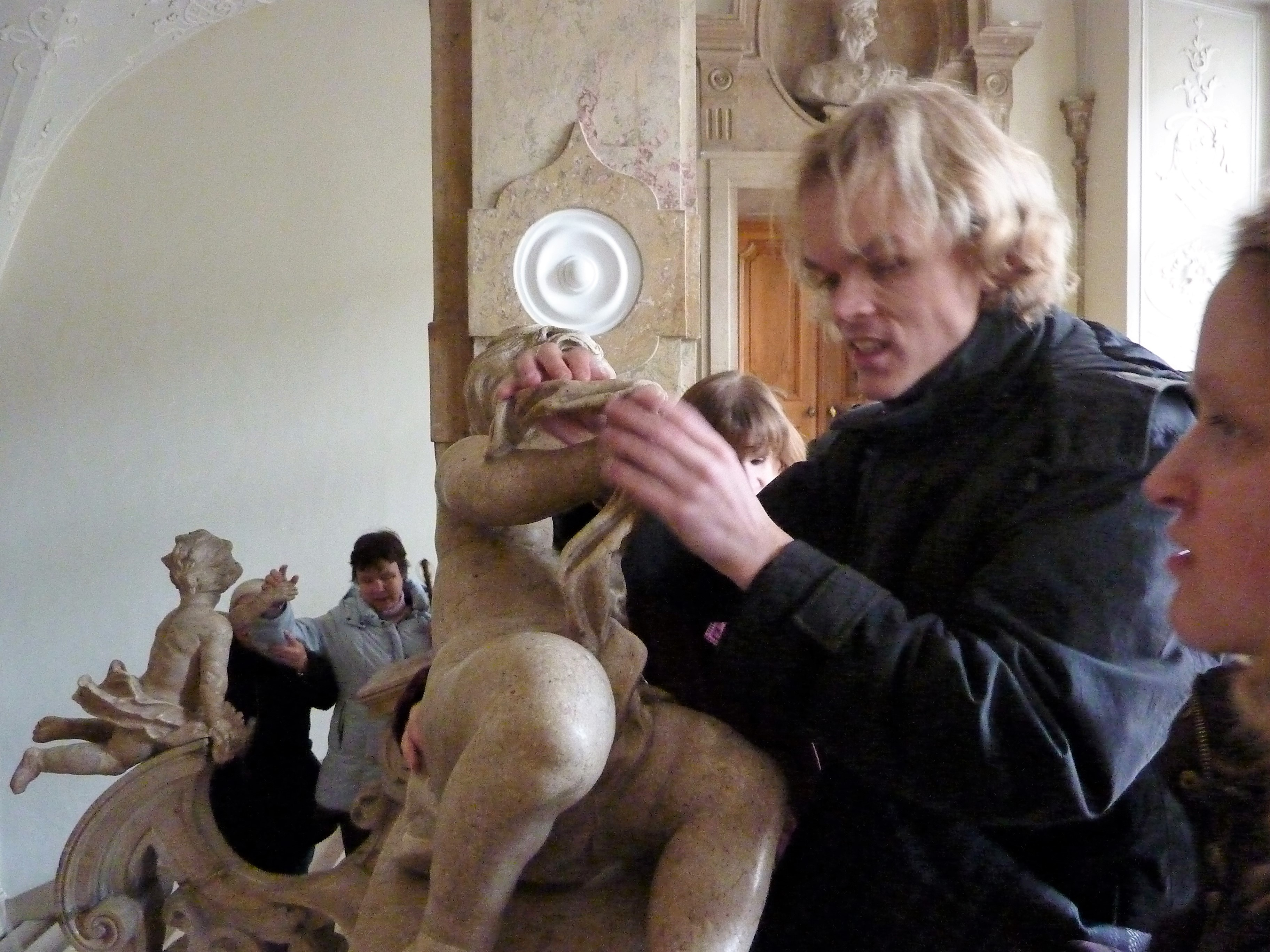
Blinde betasten Skulpturen bei einem Rundgang im Schloss Mirabell in Salzburg (2010)

### Führungen für Blinde und Sehbehinderte
Bei Stadtführungen für Blinde und Sehbehinderte ist das „Greifen“ besonders wichtig: Die Gästeführer arbeiten hierbei ergänzend zu ihren mündlichen Erläuterungen meist mit ausgewählten Tastbildern und Modellen. Durch Berühren von Modellen, taktilen Plänen, Formen und Ornamenten können die gehörten Informationen von Blinden und Sehbehinderten im Wortsinne „begriffen“ werden. Nach verschiedenen Konzepten, die oft in Zusammenarbeit mit Blindenverbänden und anderen Institutionen wie zum Beispiel der Behindertenseelsorge entstanden sind, werden die Gästeführer bei entsprechenden Schulungen teils mit sogenannten Dunkelbrillen für die Lebenswelt von Blinden sensibilisiert. Zudem werden teils besondere Routen unter Beteiligung von einheimischen Blinden und Sehbehinderten ausgewählt.
Spezielle Stadtführungen etc. für blinde und sehbehinderte Menschen werden in Deutschland beispielsweise in Braunschweig, Freiburg im Breisgau und Tübingen angeboten.